# 大兴安岭林业集团公司
大兴安岭林业集团公司，是一家隶属于中华人民共和国国家林业和草原局的中央部属国有企业，是中国首批57家试点企业集团之一。2020年4月2日，该公司管理体制由国家林草局直属、黑龙江省人民政府代管调整为国家林草局直属。

## 历史
1955年5月12日,黑龙江漠河的额木尔一带发生森林大火，烧了一个多月，6月18日全部扑灭，森林损失很大，过火面积10.5万多公顷,烧死幼树4 600万株,烧死成树45.3万多立方米。当时交通不便，没有公路，只能从黑河乘船到漠河需一周时间，黑河到额木尔需6个昼夜。为了及时扑灭森林大火，灭火人员从黑河过境苏联布拉戈维申斯克乘坐西伯利亚铁路列车到加林达再渡过黑龙江在中国连崟上岸进山扑火。鉴于这场惨重火灾国家林业部总结经验教训认为大兴安岭北麓不及早森林经营，将来可能损失更大。1955年7月上旬黑龙江省决定开发大兴安岭北麓，按照森调大队的调查数据需建近60个森林经营所，由省林业厅和黑河地委、黑河专署实施。1955年9月，林业厅派干部到伊春森工管理局接收接收干部150多人、工人700多人，作为第一批开发大兴安岭人员到佳木斯租大船到黑河，再到呼玛县城、额木尔、漠河三地分别下船，在黑龙江边建立呼玛、开库康、额木尔、漠河4个林管区，从黑龙江江边往山里延申约四、五十公里，有的百余公里，建立森林经营所。黑河地委成立大兴安岭建设委员会(简称“大建”)，黑河行署副专员俞树田任主任，省林业厅派去的张海龙任副主任。1956年春，黑龙江省正式下文成立黑河森林经营局，直属林业厅，统管“大建”工作，局长张海龙，副局长是陈海波，书记张恒毅，副书记李忠臣。这一时期主要工作任务是森林防火，搞一些林业生产。最终在呼玛县境内（含今漠河县）建立4个林业局、43个林场。 
1957年11月中旬黑龙江省委为打通建设大兴安岭的通道,决定成立嫩漠筑路工程处,修建从嫩江至漠河的公路。主任温连弟、副书记丁树桐。直属省林业厅领导。1958年5月9日经省委批准,黑河地委通知将呼玛、开库康、额木尔、漠河4个林管区变为林业局，隶属黑河林业管理局和黑河地区领导；同时，4个林业局的所属森林经营所均改为林场。
1958年7月24日黑龙江省决定开始第二波开发大兴安岭。国家计委也安排了修建林区铁路的计划。原林业部副部长、时任黑龙江省省长李范五亲自指挥，省委林业政治部部长张世军具体负责，派王殿文任黑河专区副专员兼黑河林业管理局（原黑河森林经营局）局长。黑龙江省在所辖各个林业局组织全套人马包建大兴安岭林区呼玛河流域的呼南、西尔根、跃进、干部河、富拉根、乌鲁克、大乌苏、西里尼、塔源、呼玛、开库康、额木尔、漠河11个林业局，被称之为“母鸡下蛋”、“以建局促大铁”(就是先建林业局促进铁路修建)、“边建局边生产”等口号。省林业厅设立大兴安岭建局筹备处（1959年下放给黑河专区，简称“大建办事处”）。不久大乌苏等几个局缺粮，派飞机空投粮食。由于缺少开发新林区的国家投资，老局又包不起新建局，道路不通，物资匮乏，1959年初把塔源、西里尼、大乌苏、乌鲁克、富拉根等几个局撤销合并，把塔源合并到敖尔青局，西里尼合并到小西尔根局，干部河局和跃进局保留。1960年5月撤销大建办事处，成立呼玛林业管理局（设在大固其故，今塔河镇永安），直属省林业厅，党组织归黑河地委领导。呼玛林管局设立办公室、经营科技处、计划财务处、林产工业处、人事工资处、交通运输处、农业处、供应处等9个处(室)，定员88-98人。呼玛林管局党委设办公室、组织部、宣传部、监委，并相应成立团委、工会等群众组织，定员33人。由此又开始调进大批干部，各局大开发大建设的高潮。省林业厅副厅长张志超改任黑河地委副书记，负责地委林业领导小组。1961年3月9日中共黑河地委发出《关于呼玛林管局所属部分林业局名称变动的批示》,除塔源、额木尔、开库康、漠河4个林业局名称不变外，其它8个林业局的名称变为：
- 原呼南局变为富饶林业局
- 原西尔根局变为永青林业局
- 原跃进局变为塔河林业局
- 原干部河局改为新峰实验林业局
- 原富乐局变为富林林业局
- 原乌鲁克局变为翠岗林业局
- 原大乌苏局变为海浪林业局
- 原西里尼局变为西岭林业局（今新林林业局）

1961年9月下旬省委决定，根据中央以调整为中心的“八字方针”，对呼玛林管局所属12个林业局进行了大幅度的调整。将塔源、西岭、海浪、翠岗四个林业局合并为翠岗林业局，富林、新峰、塔河三个林业局合并为塔峰林业局，额木尔林业局合并到开库康林业局，富饶、永青、漠河三个林业局不变。调整后的呼玛林管局所属企业有6个林业局和永青、白银纳两农场及机修厂、建工四处以及中心医院、中心子弟学校等单位。但正值三年经济困难，国家无力投资，只能精简职工，把这几年招录的民工遣散，留下的人以农为主,多种经营，维持现状。沿江各局生产材流送，塔调里边各局开荒种地，搞林化产品如做冰棍杆等。1962年2月20日至3月5日黑龙江省委召开了彻底解决黑河林业问题工作会议，决定大兴安岭林区建设要撤转“下马”撤转，呼玛林业管理局合并到黑河林业管理局。3月15日黑河地委根据省委撤转下马的指示精神，决定呼玛林业管理局并入黑河林业管理局，保留富饶、开库康两个林业局，漠河、永青、翠岗、塔峰四个林业局和机修厂、工程处、农场全部下马，大兴安岭现有职工8749名(其中干部1663名) 除暂保留两个林业局的2000名职工外，其余6749名职工和其家属全部分期分批撤转下山；商业、粮食、银行、邮电等地方系统干部职工共310名撤转。共需调迁费610万元。8月3日黑河林业管理局第二次党委扩大会议决定原拟大兴安岭林区留2000人改为留500人，主要任务为养路、护房、采集树种、保护森林资源、开展森林经营活动、搞自给性的农副业生产。大兴安岭北坡林区经过四年的开发建设，建立12个林业局、64个林场、110个居民点、建筑简易和砖瓦房舍24万多平方米，还在塔河、永青建起12幢楼房，打通了从嫩江到漠河的嫩漠公路及从三合站到塔源的三塔公路共733公里，开垦建立了4个大型农场。
1963年3月22日黑河地委和省林业厅决定撤销开库康林业局，所属的3个林场100多名职工移交给呼玛县林业局领导；同时富饶林业局再撤转一部分职工。1964年2月6日东北林业总局决定撤销富饶林业局，改为东北林业总局塔河林业办事处，张海龙任办事处主任。
1964年第三次开发大兴安岭林区。总结前两次失败的教训，在依靠公路无法立足林区的情况下，1964年2月10日，中共中央、国务院批准了林业部、铁道兵《关于开发大兴安岭林区的报告》，决定由林业职工和铁道兵部队共同开发大兴安岭；调集了铁道兵3个师，以及来自黑龙江、吉林、内蒙古等省区近万名林业职工，按照党中央关于“一定要站住脚，一定要取得全胜”的指示。1964年8月10日，中共中央、国务院批转林业部党组《关于成立大兴安岭特区政府问题的报告》，设立了大兴安岭特区人民委员会，成立大兴安岭林管局。并根据林业部调查规划局1965年5月《关于开发大兴安岭林区（会战区）开发建设规划方案》，采取会战形式。1966年10月31日铁道兵建设的贯穿大兴安岭原始林区225公里的铁路干线从加格达奇通车到塔河，林业职工第一次在林区站稳了脚跟。1967年12月7日成立了黑龙江省大兴安岭特区革命委员会。1968年12月，全长375公里的加格达奇至樟岭铁路通车。1970年4月1日，国务院，中央军委的批示，大兴安岭特区改为大兴安岭地区。1972年8月15日，樟岭至古莲段通车。
1980年，大兴安岭地区革命委员会改为大兴安岭行政公署，成为黑龙江省政府的派出机构。1982年大兴安岭林管局企业管理体制（计划、财务）单独运作，仍直属林业部，与行政公署合署办公。
1987年“五·六”特大森林火灾造成的直接损失5亿多元，烧毁了大兴安岭101万公顷林业资源，损毁9523.3万立方米的林木蓄积量（质量较好的可采资源3643万立方米），其中有林地受害面积占70%，大片树木被烧死的占41.2%；大量幼中林被烧死，荒山秃岭随处可见。森林覆被率由原来的76%下降到61%。随后抢运火烧木的三年间，每年采伐的木材总量达到800多万立方米，相当于日常年份的两倍多。
1996年3月，国务院正式批准大兴安岭林业管理局成立大兴安岭林业集团公司。大兴安岭地区行政公署与大兴安岭林业集团公司（大兴安岭林业管理局）实行一个机构两块牌子、政企合一的管理体制，林管局局长兼任地区行署专员、大兴安岭地委委员、地委副书记；副局长兼任副专员，大兴安岭地区行政公署为省政府派出机关。1997年，大兴安岭的林木可采蓄积量由开发时的5.7亿立方米下降到1.7亿立方米。1998年，按着国家林业局的部署，大兴安岭开始试点国家天然林保护工程。两年以后，覆盖全国主要林区的天保工程（2000—2010）正式启动。从2000年开始，国家财政每年拨付给大兴安岭地区的天保工程资金有5—7亿元，除了支付林区7万名在职职工的工资外，这些资金还包括林区在管护、防火、建设等方面所需费用。
2020年4月2日，大兴安岭林业集团公司揭牌成立，结束长达32年由黑龙江省代管的历史，成为国家林业和草原局直属企业。

## 林业区划
大兴安岭林业集团公司辖10个林业局、46个林场。
- 松岭林业局（驻松岭区小扬气镇）辖5个林场
  - 绿水林场、古源林场、大扬气林场、壮志林场、新天林场
- 新林林业局（驻新林区新林镇）辖8个林场
  - 塔源林场、宏图林场、新林林场、大乌苏林场、碧洲林场、翠岗林场、塔尔根林场、富林林场
- 塔河林业局（驻塔河县塔河镇）辖5个林场
  - 瓦拉干林场、蒙克山林场、塔林林场、绣峰林场、盘古林场
- 呼中林业局（驻呼中区呼中镇）辖4个林场
  - 呼源林场、宏伟林场、呼中林场、碧水林场
- 阿木尔林业局（驻漠河市阿木尔镇）辖6个林场
  - 长山林场、依林林场、龙河林场、红旗林场、青松林场、兴安林场
- 图强林业局（驻漠河市图强镇）辖5个林场
  - 奋斗林场、二十八站林场、育英林场、潮河林场、潮满林场
- 漠河林业局（原西林吉林业局，驻漠河市西林吉镇）辖3个林场
  - 前哨林场、古莲林场、金沟林场
- 十八站林业局（驻塔河县十八站鄂伦春族乡）辖4个林场
  - 十八站林场、查班河林场、小根河林场、白银纳林场
- 韩家园林业局（驻呼玛县韩家园镇）辖1个林场
  - 韩家园林场
- 加格达奇林业局（驻加格达奇区）辖5个林场
  - 古里林场、白桦林场、东风林场、翠峰林场、跃进林场